# Václav Poláček
Václav Poláček (21. duben 1898 Rokycany – 13. duben 1969 Praha) byl český nakladatel a nakladatelský pracovník.

## Život
Absolvoval dvouletou stavební průmyslovou školu. Pracoval jako tajemník poslance Františka Modráčka. Později byl administrátorem časopisů Var a Smetana.
Byl jedním ze stavebníků v kolonii funkcionalistických domů na Babě v Praze-Dejvicích. Jeho dům projektoval Jan E. Koula.

## Činnost

### Družstevní práce (1922–1926)
V roce 1922 byl jedním z iniciátorů a zakladatelů nakladatelství Družstevní práce. Zde pracoval do roku 1926, kdy pro názorové neshody nakladatelství opustil.

### Aventinum
Pro neshody ve vedení nakladatelství Družstevní práce z něj na podzim 1926 odešel a nabídl své služby Otakaru Štorch-Mariennovi, majiteli nakladatelství Aventinum. Ten jej učinil svým tajemníkem. Během svého působení mimo jiné organizoval přestěhování nakladatelství z nevyhovujících prostorů na Žižkově do bývalého Zedwitzovského paláce v Purkyňově ulici na pražském Novém Městě. V roce 1927 se vrátil do nakladatelství Družstevní práce.

### Družstevní práce (1927–1934)
Po roční přestávce se vrátil do Družstevní práce. Zde působil až do roku 1934, kdy se s tímto nakladatelstvím názorově rozešel definitivně.

### Další zaměstnání
Václav Poláček nastoupil do nakladatelských a vydavatelských podniků Jaroslava Stránského. Zde působil nejprve jako ředitel administrace Lidových novin v Brně. Od roku 1937 byl ředitelem knihkupectví. Po převzetí nakladatelství František Topič organizoval činnost Topičova salonu i nakladatelství. V suterénu domu zřídil Divadlko pro 99. K propagaci činnosti nakladatelství, salonu a divadla vydával časopis Tři týdny u Topičů, později Tři týdny v umění.

### Vlastní nakladatelství
Začátkem května 1942 byl Václav Poláček propuštěn z arizovaných podniků Jaroslava Stránského. Důvodem byla organizace výstavy Opuštěná paleta v Topičově salonu, kde byl připomenut i Herbert Masaryk, a za nevhodnou výzdobu výkladních skříní při příležitosti narozenin Adolfa Hitlera.
Na základě nakladatelské licence, kterou získal již v roce 1940, začal vydávat publikace o dějinách umění a o uměleckých památkách. Nejprve vydával knihy pod vlastním jménem, v roce 1946 přejmenoval nakladatelství na Pražské nakladatelství V. Poláčka. Jednalo se o první nakladatelství, které se systematicky věnovalo vydávání publikací o kulturních památkách, především pražských. Nakladatelství bylo rozhodnutím komunistické moci v roce 1949 převedeno pod pravomoc města Prahy a v roce 1951 zlikvidováno.

### Spisy
- Nakladatel píše synovi, V Praze : Svaz knihkupců a nakladatelů, 1941 (Česká grafická Unie) Rozsah: 140 s.
- Kniha a národ 1939–1945, Původně připraveno pro vydání v roce 1949 pod názvem Persekuce čes. knihkupců a nakladatelů za druhé světové války. Kniha byla již vysázena, ale na příkaz komunistické moci byla sazba rozmetána a rukopis byl ztracen.[6] Zachoval se ale obtah sazby, ze kterého byla původní publikace rekonstruována a vydána nakladatelstvím Paseka v roce 2004. K vydání publikaci připravil Aleš Zach, ISBN 80-7185-635-5

## Ocenění díla
- 1967 Cena města Prahy, předal primátor města Prahy Ludvík Černý dne 24. února 1967. Emenuel Poche tuto událost komentoval slovy:

| „               | Tato událost je pozoruhodná především proto, že socialistická instituce ocenila podnikání soukromé, a pak, že cena byla udělena za práci vykonanou téměř před čtvrtstoletím. | “ |
| — Emanuel Poche | |   |